# Diogenianos (Epikureer)
Diogenianos (deutsch auch Diogenian) war ein antiker griechischer Philosoph der epikureischen Schule. Seine Datierung ist unsicher, er lebte vielleicht im 2. Jahrhundert.
Seine Schriften sind nicht erhalten. Der Kirchenvater Eusebius von Caesarea überliefert ausführliche Exzerpte der Polemik Diogenians gegen die Lehre des Stoikers Chrysipp vom Schicksal (fatum).